# Miss USA 2003
El certamen de Miss USA 2003 fue celebrado en San Antonio, Texas el 24 de marzo de 2003. El certamen fue ganado por Susie Castillo de Massachusetts, que fue coronada por la saliente Miss USA Shauntay Hinton del Distrito de Columbia.
Daisy Fuentes fue por primera vez copresentadoras del evento (aunque fue comentarista en 1995), junto con Billy Bush que condujo los certámenes del 2004 y 2005, al igual que los certámenes siguientes de Miss Universo. El comentario "colorista" fue agregado por Shauntay Hinton, Miss USA 2002.  Burn The Floor fue el que hizo un espectáculo durante el certamen.

## Resultados

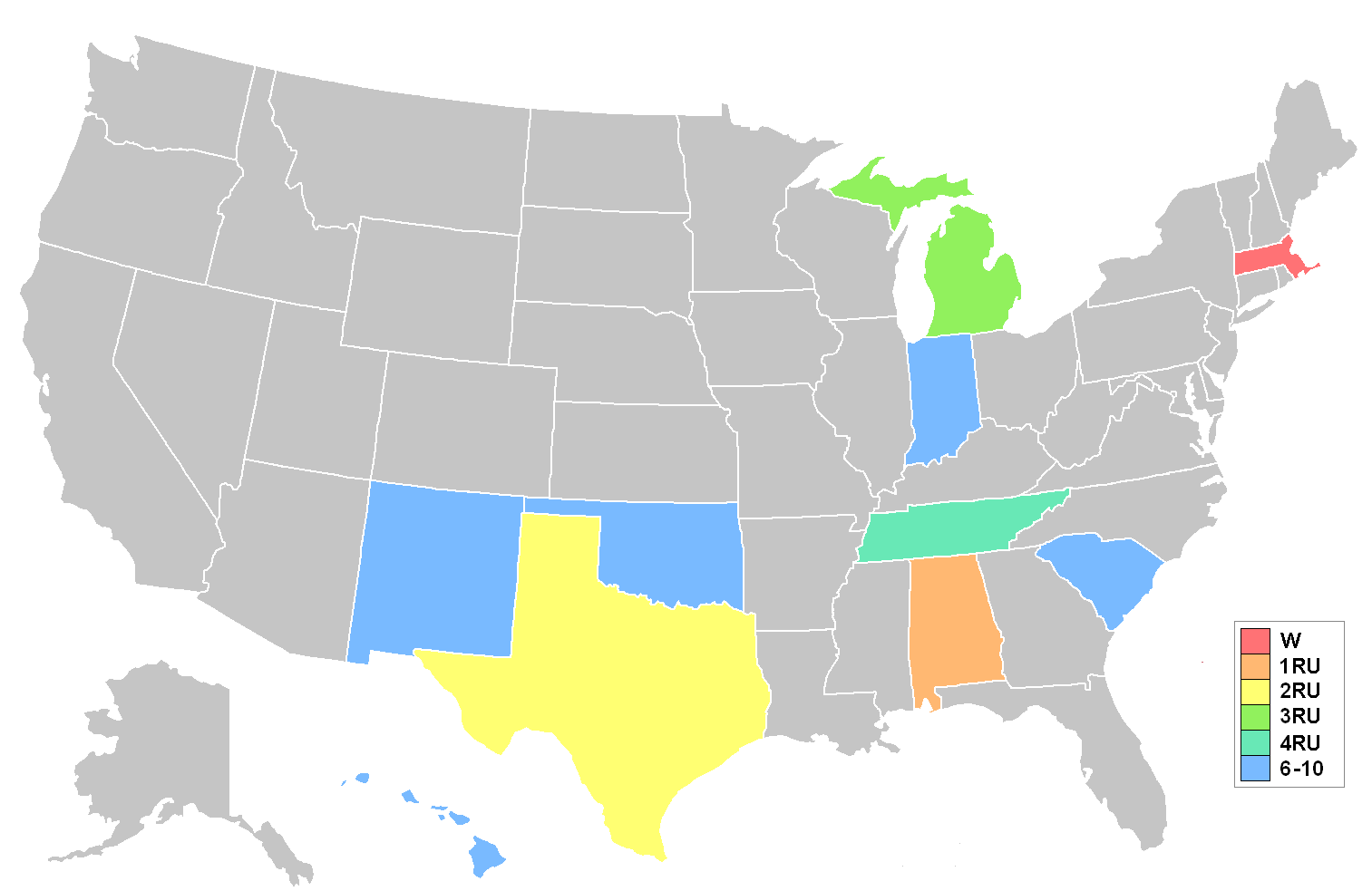
Mapa mostrando las clasificaciones por estado

### Clasificaciones
| Resultados finales | Candidata |
| ------------------ | --- |
| Miss USA 2003      | - Massachusetts - Susie Castillo |
| Primera finalista  | - Alabama - Michelle Arnette |
| Segunda finalista  | - Texas - Nicole O'Brian |
| Top 5              | - Míchigan - Elisa Schleef - Tennessee - Beth Hood                                                                                            |
| Top 10             | - Carolina del Sur - Anna Hanks - Hawái - Alicia Michioka - Indiana - Tashina Kastigar - Nuevo México - Alina Ogle - Oklahoma - Star Williams |

### Premios especiales
- Miss Simpatía: Breann Parriott (Washington)
- Miss Fotogénica: Sarah Cahill (Minnesota)

### Historia
El certamen fue celebrado en San Antonio, Texas, fue la primera vez que no se hacía el certamen en este estado desde 1996 cuando el certamen fue celebrado en South Padre Island. Este fue el primer certamen en marzo desde febrero de 1986, anteriormente celebrado en febrero y principios de marzo.
Después de varios años el certamen volvió al formato de top 10 con las competencias de traje de baño y gala, aunque, al igual que en el 2002, no estaba la competencia de entrevista para las semifinales.  Esta fue la última vez que se usó el formato de top 10, y desde el certamen de Miss Universo 2003, se han llamado quince semi-finalistas.
Castillo fue la segunda mujer de Massachusetts en ganar el título,  las otras fueron Shawnae Jebbia  que ganó el título en 1998.  Ella fue la cuarta ex Miss Teen USA en ganar la corona, y hermana de Jebbia ex Miss Massachusetts Teen USA 1998.
Muchas ganadoras del certamen de Miss USA han usado vestidos blancos y Castillo continuó esta tradición.  Ella fue la primera Miss USA en ser coronada con una nueva corona diseñada por Mikimoto valuada en $200,000, y contiene más de 480 diamantes y más de 120 perlas del mar del Sur y Akoya.

## Delegadas
Las delegadas de Miss USA 2003 fueron:
| - Alabama - Michelle Arnette - Alaska - Stacey Storey - Arizona - Nafeesa DeFlorias - Arkansas - Taylor Carlisle - California - Candice Sanders - Colorado - Erin MacGregor - Connecticut - Michelle LaFrance - Delaware - Cheryl Crowe - Distrito de Columbia - Michelle Wright - Florida - Carrie Ann Mewha - Georgia - Erin Haney - Hawái - Alicia Michioka - Idaho - Lana Wright - Illinois - Agnieszka Zakreta - Indiana - Tashina Kastigar - Iowa - Linsey Grams - Kansas - Alicia Cabrera - Kentucky - Lori Mitchell - Louisiana - Brittney Rogers - Maine - Lacey Hutchinson - Maryland - Jaime Kramer - Massachusetts - Susie Castillo - Michigan - Elisa Schleef - Minnesota - Sarah Cahill - Mississippi - Allison Bloodworth - Missouri - Tara Bollinger | - Montana - Megan Monroe - Nebraska - Jessica Perea - Nevada - Ashley Huff - Nueva Hampshire - Rachael Ribeck - Nueva Jersey - Vanessa Baker - Nuevo México - Alina Ogle - Nuevo York - Nadia Behette - Carolina del Norte - Kristen Luneberg - Dakota del Norte - Samantha Edwards - Ohio - Candace Smith - Oklahoma - Star Williams - Oregon - Myah Moore - Pensilvania - Camille Young - Rhode Island - Krisily Kennedy - Carolina del Sur - Anna Hanks - Dakota del Sur - Jessica Lawrence - Tennessee - Beth Hood - Texas - Nicole O'Brian - Utah - Kelly Chapman - Vermont - Jennifer Ripley - Virginia - Mimi Abraham - Washington - Breann Parriott - Virginia Occidental - Amy Thomason - Wisconsin - Judith Eckerle - Wyoming - Jamie Gorman |